# Osteochilus waandersii
Osteochilus waandersii és una espècie de peix cipriniforme de la família dels ciprínids.

## Morfologia
Els mascles poden assolir els 20,5 cm de longitud total.

## Distribució geogràfica
Es troba a les conques dels rius Mekong, Chao Phraya i Maeklong, la península de Malaca, Sumatra i Borneo.